# Claudia de Medici
Claudia de Medici (n. 4 iunie 1604, Palazzo Pitti, Toscana, Italia – d. 25 decembrie 1648, Innsbruck, Austria) aparținând Casei de Medici, a fost ducesă de Urbino (1620–1623) prin căsătoria cu Federico Ubaldo della Rovere, arhiducesă de Austria și contesă de Tirol (1626–1632) prin căsătoria cu arhiducele Leopold al V-lea de Austria-Tirol. Ea a fost, de asemenea, regentă a Tirolului în timpul minoratului fiului ei, din 1632 până în 1646. 

## Biografie

### Origine
Claudia de Medici a fost fiica Marelui Duce de Toscana, Ferdinando I de Medici și a soției sale, Cristina de Lorena. S-a născut la Florența și a fost botezată după bunica ei, Claude de Valois, nepoata ducesei Claude de Bretania și soția regelui Francisc I al Franței.

### Prima căsătorie
În 1620 Claudia de Medici s-a căsătorit cu ducele de Urbino, Federico Ubaldo della Rovere, singurul fiu al ducelui Francesco Maria al II-lea della Rovere. Federico a murit la 29 iunie 1623 în vârstă de 18 ani.

### A doua căsătorie
După decesul prematur al soțului ei, Claudia s-a căsătorit la 19 aprilie 1626 cu arhiducele Austriei, Leopold al V-lea, devenind astfel Arhiducesă consoartă de Austria. După decesul soțului ei în 1632 Claudia și-a asumat regența în numele fiului ei încă minor, Ferdinand Carol.
La inițiativa Claudiei, soțul ei, Leopold, a construit în anii 1629–1630 la Innsbruck teatrul numit astăzi Dogana - prima construcție fixă dedicată unui teatru de limbă germană din teritoriile locuite de germani.
Claudia de Medici a murit la Innsbruck în 1648 la vârsta de 44 de ani.

## Descendenți
Din prima căsătorie Claudia a avut un singur copil:
- Vittoria della Rovere (1622–1694) căsătorită cu Ferdinando al II-lea de Medici, Mare Duce de Toscana; au avut copii.

Din cea de-a doua căsătorie a Claudiei au rezultat cinci copii:
- Maria Eleonora de Austria (1627–1629) a murit în copilărie;
- Ferdinand Carol de Austria (1628–1662) căsătorit cu Anna de Medici; au avut copii;
- Isabella Clara de Austria (1629–1685), căsătorită cu Carol al III-lea de Gonzaga-Nevers, duce de Mantua; au avut copii;
- Sigismund Francisc de Austria (1630–1665), conte de Tirol și regent al Austriei Inferioare, s-a căsătorit cu contesa palatină Hedwig de Sulzbach (1650–1681); n-au avut copii;
- Maria Leopoldine de Austria (1632–1649), căsătorită cu împăratul Sfântului Imperiu Roman Ferdinand al III-lea (1608–1657); au avut copii.